# ولدمورت: سرچشمه‌های وارث
ولدمورت: سرچشمه‌های وارث (به انگلیسی:Voldemort: Origins of the Heir) یک فیلم تخیلی ایتالیایی به زبان انگلیسی است به کارگردانی جیانماریا پتزاتو و تهیه کنندگی استفانو پرستیا است. این یک پیش‌درآمد غیررسمی ساخته شده توسط هواداران مجموعه هری پاتر است.
ولدمورت: سرچشمه‌های وارث داستان ظهور قدرت تام ریدل را به عنوان یک جادوگر تاریک و آنتاگونیست اصلی در حماسه هری پاتر به تصویر می‌کشد او را وارث سالازار اسلیترین معرفی می‌کند.

## بازیگران
- استفانو روسی به عنوان تام ماروولو ریدل، دانش آموز هاگوارتز و یک جادوگر تاریک و وارث سالازار اسلیترین
  - دیوید النا در نقش لرد ولدمورت
- مادالنا اورکالی در نقش گریشا مک‌لاگن، دانش آموز هاگوارتز و وارث گادریک گریفندور (و احتمالاً جد کورمک مک‌لاگن در مجموعه هری پاتر)
  - آرورا مورونی در نقش گریشا مک‌لاگن جوان
- آندره دانیسی در نقش ویگلاف سیگوردسون، وارث روونا ریونکلاو.
  - آندره باگلیو به عنوان ویگلاف سیگوردسون جوان
- آندره بونفانتی در نقش لازاروس اسمیت، وارث هلگا هافلپاف (و احتمالاً جد زکری اسمیت در مجموعه هری پاتر)
- ژلسومینا باستی به عنوان هپزیبا اسمیت، عمه لازاروس اسمیت و از نوادگان هلگا هافلپاف[۳]
- آلسیو دالا کاستا به عنوان ژنرال ماکاروف، یک افسر ارشد شوروی

### صداپیشه‌ها
- میچل تورنتون در نقش تام ماروولو ریدل و لرد ولدمورت
- ایمی دیویس به عنوان گریشا مک لاگن
- راسموس باکگارد به عنوان ژنرال ماکاروف
- روری استاکتون در نقش لازاروس اسمیت و ایگور
- استفان چانیم در نقش ویگلاف سیگوردسون
- مارگارت اشلی در نقش هپزیبا اسمیت
- بیسکارت هازنکروز به عنوان جانباز شوروی سابق
- ماشا بازنوا به عنوان صدای بلندگو

## توسعه
این فیلم توسط پتزاتو و پرستیا به عنوان یک پیش‌درآمد غیررسمی مجموعه هری پاتر تصور می‌شد و در ابتدا سرمایه‌گذاری جمعی آن در کیکاستارتر در سال ۲۰۱۶ شروع شد. تریلر این فیلم در ژوئن سال ۲۰۱۷ از طریق تراینگل فیلمز رسماً اکران شد.

### دادخواهی
برادران وارنر به دلیل نقض حق نسخه برداری دادخواهی کردند و متهمان این پرونده، موافقت کردند که سود ایجاد نکنند.

## سازندگان
- جیانماریا پتزاتو - کارگردان، فیلم نامه نویس، تدوین گر، تصویرگر کامپیوتری
- استفانو پرستیا - تهیه‌کننده، افکت ساز، تدوین گر صدا، فولی
- میشل پورین - فیلمبردار، روابط عمومی
- مارتیا سگاتا - هماهنگ‌کننده تولید، هماهنگ‌کننده مکان
- سونیا استروسی - گریمور، آرایشگر پروتزی
- سیلویا دالپیاز - سن‌شناس
- متیو استید - آهنگساز
- مانوئل ونتورینی- دستیار تهیه‌کننده